# Острів Папенберга
О́стрів Папенбе́рга (рос. Остров Папенберга) — невеликий острів в бухті Новік острова Руського в затоці Петра Великого Японського моря. Знаходиться за 350 м від мису Шигіна. Адміністративно належить до Фрунзенського району Владивостока Приморського краю Росії.

## Географія

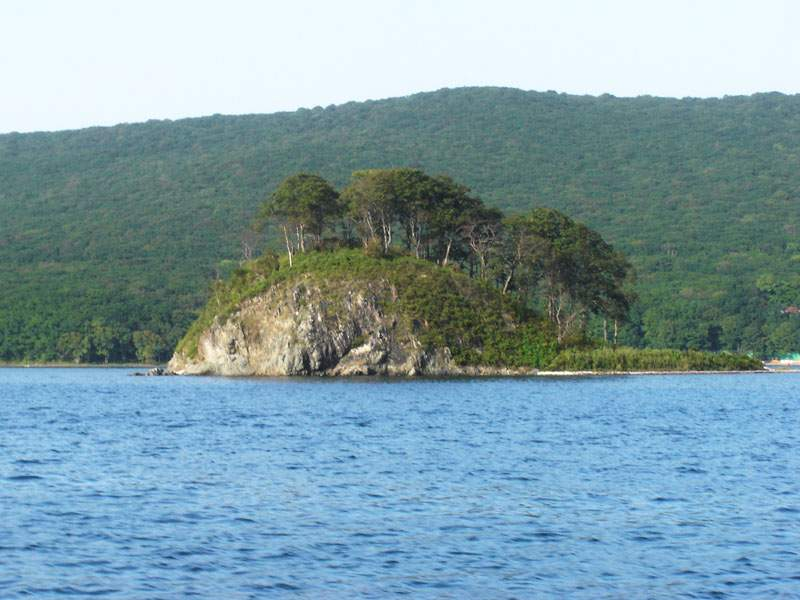
Вигляд з мису Шигіна

Розташований в глибині бухти Новік острова Руського в місці, де бухта повертає вглиб острова на південний схід, при вході в бухту Труда на північний схід. Розташований навпроти мису Шигіна та мису Дороніна.
Береги скелясті за виключенням південно-східних, які представлені гальковою косою. Довжина острова 90 м, ширина 60 м. Вкритий широколистим густим лісом, що складається з дуба та берези. В найвищій точці встановлено триангуляційний знак. Влітку його відвідують туристи, взимку — рибалки, так як до нього можна легко дістатись льодом навіть автомобілем.

## Історія
Острів названий російськими моряками в 1864 році за подібність з островом Паппенберг в бухті Нагасакі в Японії.